# Margaret Price
Margaret Price (Blackwood, Gales, 13 de abril de 1941-Cardigan (Gales), 28 de enero de 2011) fue una soprano británica.

## Inicios
Fue educada en una familia aficionada a la música, nunca pensó dedicarse a ella, quería ser bióloga. A los quince años un maestro la animó a participar en un concurso donde ganó una beca para estudiar en el prestigioso Trinity College of Music en Londres.
Entrenada originalmente como mezzosoprano, formó parte de los "Ambrosian Singers".
En 1962 debutó como Cherubino en Las bodas de Fígaro de Mozart con la compañía de ópera galesa.

## Mozart
Como parte del elenco de la Royal Opera House Covent Garden cantó pequeños papeles hasta su consagración como Cherubino sustituyendo a Teresa Berganza.
Fue el director James Lockhart quien la convenció para que cantase como soprano dejando de lado los papeles de mezzosoprano.
Como soprano lírica se transformó en una de las máximas especialistas en el repertorio mozartiano de su época: primero, en su grabación como Fiordiligi de Cosí fan tutte bajo la dirección de Otto Klemperer, y luego como Donna Anna, la Condesa (de Las bodas de Fígaro), Illia y Pamina.

## Otros repertorios
Además de Mozart, el timbre radiante y puro de Margaret Price le permitió abordar papeles tan disímiles como Desdémona, Amelia, Elisabetta y Aida de Verdi; Norma de Bellini, Adriana Lecouvreur de Cilea, La mariscala y Ariadne de Richard Strauss. En 1983 grabó Isolda, de Tristán e Isolda de Richard Wagner, papel que nunca cantó en escena accediendo a los deseos del director Carlos Kleiber.
Fue una gran intérprete de canciones (Lieder) de Schubert, Schumann, Brahms y R.Strauss, así como de la Segunda Escuela de Viena (Alban Berg y Arnold Schönberg).
Mantuvo su repertorio circunscrito a unos pocos papeles y prefirió vincular su carrera en tres teatros de ópera: Covent Garden, Colonia y la Ópera Estatal de Baviera en Múnich donde residió entre 1971 y 1999. También cantó en el Metropolitan Opera, Ópera de San Francisco, París y Viena trabajando con algunos de los más notables directores del momento: Claudio Abbado, Wolfgang Sawallisch, Georg Solti, Riccardo Muti, Leonard Bernstein, Colin Davis, André Previn, y Carlos Kleiber.

## Retiro y honores
Fue condecorada Dama del Imperio Británico en 1993 y nombrada Kammersängerin (cantante de la corte) por las casas de Múnich y Viena.
Vivió sus últimos años retirada en Ceibwr Bay, una pequeña localidad marítima galesa dedicándose a la cría de Golden Retriever. Murió el 28 de enero de 2011 en su casa cerca de Cardigan, Ceredigion, en la costa oeste de Gales, a la edad de 69 años.

## Discografía básica
- Berg, Altenberg Lieder, Abbado
- Brahms, Un réquiem alemán, Previn
- Mahler, Sinfonía n.º4, Horenstein
- Mahler, Sinfonía n.º8, Bernstein
- Mozart, Cosí fan tutte, Klemperer
- Mozart, Las bodas de Fígaro, Muti
- Mozart, Don Giovanni, Solti
- Mozart, Die Zauberflöte, C.Davis
- Schubert, Lieder, Johnson
- Schubert, Winterreise, Dewey
- Schumann, Lieder, Johnson
- R.Strauss, Ariadne auf Naxos (versión 1912), Nagano
- Verdi, Aida, Garcia Navarro (DVD)
- Verdi, Un ballo in maschera, Solti
- Verdi, Don Carlos, Abbado
- Verdi, Réquiem, Abbado (DVD)
- Verdi, Otello, Carlos Kleiber
- Verdi, Songs, Parsons
- Wagner, Tristan und Isolde, Carlos Kleiber
- Weber, Der Freischütz, Sawallisch